# Dean Hammond
Dean John Hammond (Hastings, 7 marzo 1983) è un ex calciatore inglese, di ruolo centrocampista.